# Kojiro Shinohara
Kojiro Shinohara (篠原 弘次郎 Shinohara Kojiro?), född 20 juli 1991 i Saga prefektur, är en japansk fotbollsspelare.
Shinohara började sin karriär 2010 i Fagiano Okayama. 2014 blev han utlånad till Roasso Kumamoto. Han gick tillbaka till Fagiano Okayama 2015. 2018 flyttade han till Avispa Fukuoka.